# Toto (Band)
Toto ist eine US-amerikanische Rockband, die 1976 in Los Angeles gegründet wurde. Insgesamt veröffentlichte die Band 21 Alben (13 Studio, 1 Soundtrack, 7 Live) und wurde mit sechs Grammys ausgezeichnet. Zu den bekanntesten Stücken von Toto zählen Rosanna, Africa, Hold the Line, Child’s Anthem und Georgy Porgy. Toto hat bis heute über 40 Millionen Alben verkauft und wurde 2009 in die Musicians Hall of Fame aufgenommen. Viele der Mitglieder sind oder waren daneben als Studiomusiker aktiv.

## Stil
Die Musik von Toto lässt sich in die Stilrichtungen des kommerziell ausgerichteten, sogenannten Mainstream- bzw. Adult-oriented Rock (AOR) einordnen. Bei der Musik der Band spielen Keyboards, Klavier und E-Gitarre eine wichtige Rolle. Die als Triolen zum 4⁄4-Takt auf dem Klavier gespielten Akkorde des Liedes Hold the Line wurden beispielsweise oft kopiert.
Häufig sind von den Keyboards dominierte, orchestral wirkende Mittelteile. Die Lieder werden größtenteils in mittlerem Tempo gespielt und sind von einer eingängigen Melodie geprägt. Großen Einfluss auf die Wirkung der Lieder hat zudem das Schlagzeugspiel. So wechselte zum Beispiel Jeff Porcaro im Titel Rosanna von einem kraftvollen ternären Shuffle-Rhythmus zu einer binären Spielweise, um nach einem Break mit einer die Spannung steigernden Pause wieder den Shuffle-Rhythmus aufzunehmen. Schnelle Stücke spielte Toto selten, obwohl Steve Lukather ab und zu handfeste Rocksoli einstreute.
In den Liedern wurden mehrfach überraschende Passagen eingebaut – so zum Beispiel in dem Titel Stop Loving You: Hier wird der von Keyboardsounds und einem leicht rhythmisierten Piano geprägte Part von einer Phrase des Basses und der Bläser abgelöst, die eher in die Funkmusik passt.
Großen Erfolg hatte die Band mit ihren von Keyboardsounds geprägten Balladen wie Africa, I’ll be over you oder Somewhere Tonight. In diesen Titeln lässt der Schlagzeuger bei Livekonzerten oft Raum für zusätzliche lateinamerikanische Perkussion-Instrumente.

## Konzerte

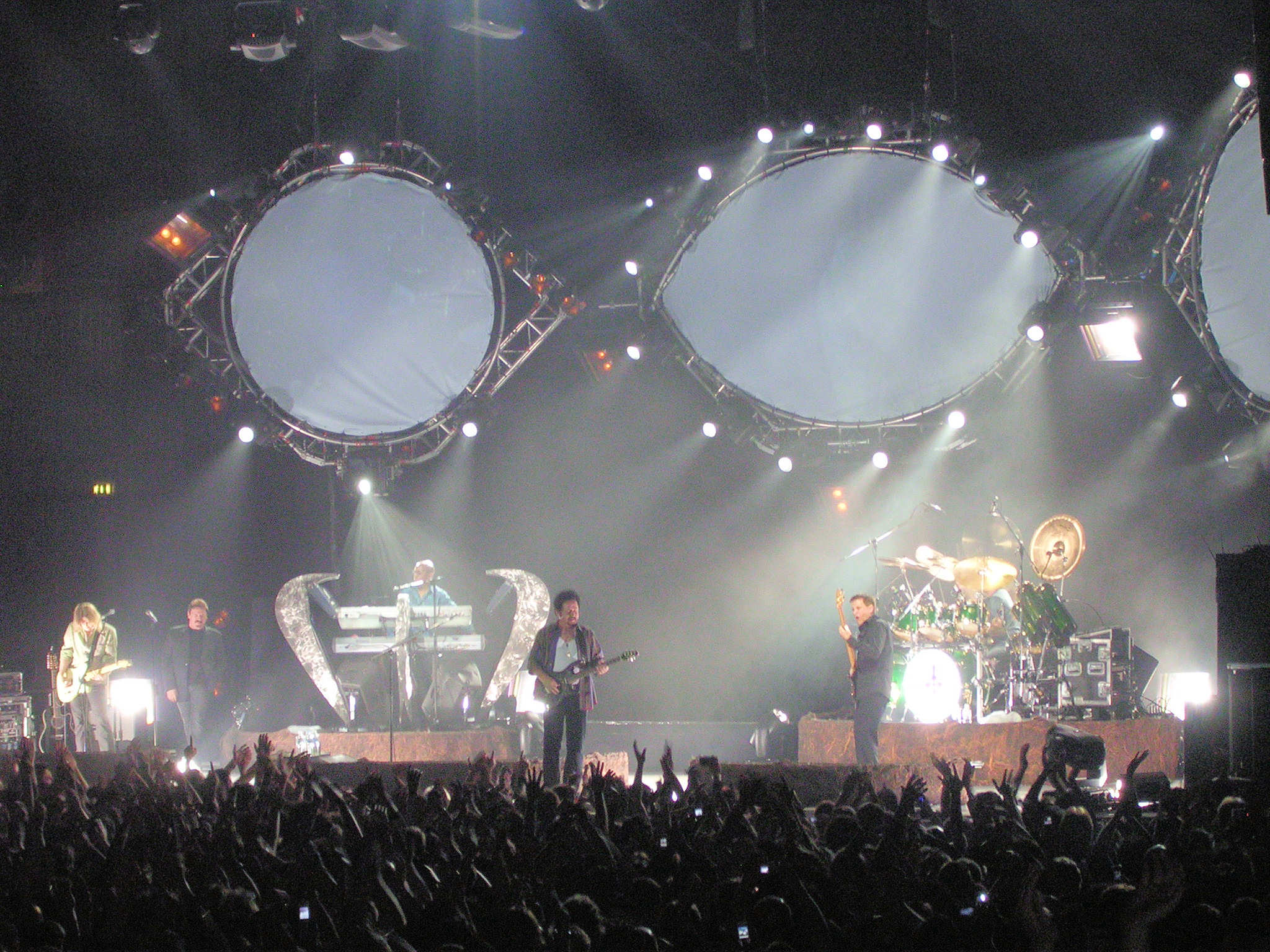
Toto in der Besetzung mit (v. l. n. r.) Tony Spinner, Bobby Kimball, Greg Phillinganes, Steve Lukather, Mike Porcaro und Simon Phillips auf der Falling in Between-Tour am 18. März 2006 in Mailand

Die Band tourte über 30 Jahre lang durch die Welt und kam dabei regelmäßig nach Europa bzw. Deutschland. Die Live-Konzerte von Toto waren musikalisch auf einem ähnlich hohen Niveau wie die Studio-Aufnahmen, da alle Mitglieder der Band als Studiomusiker in der Lage waren, den Sound der Studioaufnahmen live bei Bedarf beinahe identisch wiederzugeben.
Das Arrangement der im Verlauf des Konzerts gespielten Musikstücke änderte sich zu jeder Tournee und wurde bisweilen sogar zu einzelnen Auftritten spontan angepasst. Neben Totos bekanntesten Hits wie Rosanna, Hold the Line und Africa wurden Musikstücke aus über 25 Jahren Bandgeschichte gespielt. Seit 1996 ließ die Band regelmäßig im Vorfeld der Konzerte Fans per Internet über diese Setlist abstimmen, nachdem sie das noch für die Tournee 1992 per Postkarten von Fanclubs in ihrer Heimatstadt Los Angeles machen ließ.
Zusätzlich zu den Musikstücken bot Toto den Konzertbesuchern eine Reihe von Soli. Obligatorisch sind dabei ein Schlagzeug-, ein Keyboard- und ein Gitarren-Solo, letzteres von Steve Lukather; in den letzten Jahren vielfach mit akustischer Gitarre. Der Bassist Mike Porcaro spielte selten Soli. In den letzten Jahren vor der Auflösung spielte er jedoch aufgrund häufiger Nachfragen von Fans am Ende des Liedes Africa einige Male ein Bass-Solo.
Begleitet wurde die Musik von Toto bei den Tourneen von einer Bühnenshow. So war bei der Reunion-Tour im Jahr 1999 eine 120 m² große Videoleinwand im Einsatz, die im Wechsel Ausschnitte aus Musikvideos und Material der vier Livekameras zeigte, die während des Konzerts die Künstler und die Instrumente in Nahaufnahmen filmten.
Bisweilen kam es bei Toto-Konzerten zu Auftritten von Gastmusikern. Im Sommer 2004 besuchte der Sänger Marla Glen ein Toto-Konzert in Rottweil und wurde für die Zugabe auf die Bühne gebeten. Gäste in Deutschland waren in den letzten Jahren unter anderem Ian Anderson und der Gitarrist Al Di Meola. Seit 1999 tourte Tony Spinner als musikalische Unterstützung mit der Band. Er spielte die zweite Gitarre und war Background-Sänger.
Seit Mitte 2005 wurde die Band durch Greg Phillinganes verstärkt, einen der bekanntesten Keyboarder der US-amerikanischen Musikszene. Er war von David Paich in die Band gebeten worden, da dieser durch Erkrankungen in seiner Familie nicht mehr außerhalb der USA auf Tournee gehen wollte. Bis zur Auflösung 2008 war er festes Mitglied bei Toto und wirkte am letzten Album der Band mit. Von Februar 2007 an ersetzte Leland Sklar als Bassist den erkrankten Mike Porcaro. Diese Zusammenarbeit endete nach der Falling In Between-Tour im Jahre 2007 bzw. mit der vorübergehenden Auflösung der Band 2008. Von 2010 bis 2014 spielte Nathan East für Mike Porcaro als Tourmitglied den Bass. 2016 engagierte man erneut Leland Sklar.
Am 20. Oktober 2019 spielten Toto ihr letztes Konzert in Philadelphia. Als Gast spielte noch einmal der geschwächte David Paich das 2. Keyboard. Danach trennte sich die Band für eine unbestimmte Zeit in dieser Zusammensetzung. 2022 startete die Band unter dem Titel The Dogz of Oz eine neue Welttournee.

## Popularität
Nach dem Debütalbum TOTO im Jahr 1978 startete die Band ihre erste Tournee in den USA. Die folgenden Jahre wurden bestimmt durch die beiden nächsten Alben und vielen hundert Sessions, die die Bandmitglieder für andere Musiker und Bands spielten.
Die Popularität von Toto erreichte mit dem Album TOTO IV 1982 ihren Höhepunkt. Danach ging die Band auf ihre erste große Welttournee. Die Grammy-Verleihung 1983 war der Höhepunkt ihrer Popularität in den USA.
Mit den nachfolgenden Alben Isolation, Fahrenheit und vor allem The Seventh One wuchs Totos Popularität in Europa und Asien, während sie in den USA stetig sank. Grund dafür waren unter anderem zahlreiche Probleme mit dem damaligen Musiklabel CBS (später Sony Music). So wurden einige der Alben Mitte der 1980er Jahre in den USA erst mit großer Verspätung und ohne effektives Marketing veröffentlicht. Während die Band in Europa und Asien von Jahr zu Jahr in größeren Hallen spielte und mehr und mehr Platten verkaufte, hatten Toto vor allem in den englischsprachigen Ländern wie USA, Kanada, England und Australien große Popularitätsprobleme. Die Tourneen der Band führten deshalb fast jährlich durch Europa.
Doch auch der Wechsel zum Musiklabel EMI brachte nicht den gewünschten Erfolg. EMI veröffentlichte das Album Through the Looking Glass in den USA mit Verspätung. So trennte sich Toto nach einem Album erneut von ihrem Musiklabel und veröffentlichte die Live-DVD bei dem Label Eagle Vision, einem englischen, auf Live-Konzerte spezialisierten Unternehmen. In den letzten Jahren hat die Band ihr eigenes Label namens TOTO Records gegründet. Eine Bindung an ein Musiklabel über mehrere Jahre lehnte die Band zuletzt ab, neue Alben wurden nur noch einzeln für den Vertrieb an ein Major-Label lizenziert.

## Geschichte
Gegründet wurde Toto 1976–1977. Die beiden Gründungsmitglieder Jeff Porcaro und David Paich spielten bereits in einer High-School-Band zusammen und arbeiteten als Studiomusiker in Los Angeles. Bei einem Engagement von Boz Scaggs entstand die Idee zur Gründung der Band, zu der Steve Lukather, Jeff Porcaros Bruder Steve, Bobby Kimball und David Hungate dazugeholt wurden. In diesen Tagen entstand der Name Toto (siehe Abschnitt Name).

### 1976–1982
Das erste Musikalbum mit dem Titel TOTO (1978) war die erste gemeinsame musikalische Produktion der Band. Im selben Jahr wurden sie für den Grammy als „Bester Newcomer“ nominiert.
Das zweite Album Hydra (1979) mit dem Hit 99 und das dritte Album Turn Back (1981) hatten mäßigen Erfolg. Weltweit populär wurde die Band mit ihrem vierten Album Toto IV (1982), für das sie in mehreren Ländern die Platin-Auszeichnung, in Deutschland doppelt, erhielten. Insbesondere die darin enthaltenen Hits „Rosanna“ und „Africa“ machten Toto weltweit bekannt. Das Album verkaufte sich bis ins Jahr 1983 millionenfach und die Band erhielt insgesamt sechs Grammys (siehe Auszeichnungen).
Vor der anschließenden Tournee verließ der Bassist David Hungate die Band und wurde durch den dritten Porcaro-Bruder Mike ersetzt.

### 1984–1992
Zu den Olympischen Spielen 1984 in ihrer Heimatstadt Los Angeles komponierte die Band die Musik, im selben Jahr den Soundtrack zu David Lynchs Verfilmung Der Wüstenplanet.
Die Folgezeit war von Problemen mit der Bandbesetzung geprägt. So verließ Bobby Kimball 1984 wegen Drogenproblemen die Band. Auf dem im selben Jahr erschienenen Album Isolation war er laut Bandmitgliedern nur noch als Background-Sänger zu hören. Den Lead-Gesang übernahm von da an Fergie Frederiksen auf dem 1984 erschienenen Album Isolation, ab 1986 Joseph Williams (bis 1988, Alben Fahrenheit und The Seventh One).
1986 bis 1987 ging die Band auf ihre zweite Welt-Tournee, 1988 auf ihre dritte. 1988 verließ Steve Porcaro offiziell die Band, um sich eigenen Projekten zu widmen, ging aber 1988 mit auf Tournee und hat seitdem auch an jedem neuen Album der Band als Gastmusiker mitgewirkt. Der vom damaligen Musiklabel Sony (CBS) geforderte neue Lead-Sänger Jean-Michel Byron übernahm lediglich vier neue Songs auf der 1990 erschienenen Greatest-Hits-Kompilation Past to Present 1977–1990 und wurde dann nur noch für die gleichnamige Tournee eingesetzt. Für die Compilation gab es in mehreren Ländern Platin-Auszeichnungen. Steve Lukather übernahm 1992 vollständig den Lead-Gesang, da die Band nach dem Abgang von Byron, dem nunmehr vierten Lead-Sänger seit Gründung, keinen neuen mehr suchen wollte.

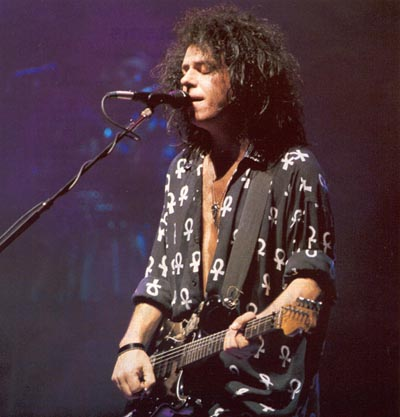
Gitarrist und Sänger Steve Lukather bei der „Past to Present“-Tour 1990

### 1992–1998
Mit dem Tod von Jeff Porcaro im Jahr 1992 kurz vor der Veröffentlichung des Albums Kingdom of Desire (1992) geriet die Band in eine Krise. Nachdem man sich zum Weitermachen entschieden hatte, trat der Schlagzeuger Simon Phillips der Band bei und nahm unmittelbar im Anschluss an Totos vierter Welt-Tournee teil.
1993 veröffentlichten Toto ihr erstes Livealbum Absolutely Live.
Im Herbst 1994, während einer Tourpause der Solo-Tournee von Gitarrist Steve Lukather mit seiner Band Los Lobotomys, trat Toto zum ersten Mal bei der Nokia Night of the Proms auf.
1995 folgte das Album Tambu mit der Single I Will Remember, die in einigen europäischen Ländern mit Gold ausgezeichnet wurde. Nach einer weiteren Welt-Tournee 1996 legte die Band zunächst eine kurze Pause ein, die einige Mitglieder für Soloprojekte nutzten.
1997 spielten Toto das erste Mal in Afrika. Die wenigen Konzerte in Südafrika waren ausverkauft und wurden von einem afrikanischen Chor begleitet.
1998 erschien das Jubiläumsalbum Toto XX anlässlich des 20-jährigen Bestehens der Band.

### 1998–2009
Nachdem das Gründungsmitglied Bobby Kimball schon an dem Jubiläumsalbum teilweise mitgearbeitet hatte, trat er 1998 wieder der Band bei. 1999 folgte eine weitere Tournee durch Europa, Japan und erstmals seit sechs Jahren auch wieder durch die USA.
Die Band veröffentlichte 1999 das Musikalbum Mindfields und das Livealbum Livefields. 2000 wurden Toto, bzw. ihr Toningenieur Elliott Scheiner, erneut für einen Grammy nominiert: Mindfields als „Best Engineered Album, Non-Classical“ (deutsch: „Bestes aufgenommenes, nicht-klassisches Album hinsichtlich der Tontechnik“). Nach insgesamt zwei Jahren Tournee pausierte die Band erneut für zwei Jahre, um den Bandmitgliedern Zeit für eigene Soloprojekte zu geben.
Nach der Pause veröffentlichte Toto im Jahr 2002 das Album Through the Looking Glass, auf dem sie „die Lieblings-Songs der Bandmitglieder“ coverte (u. a. Bodhisattva von Steely Dan und While My Guitar Gently Weeps von den Beatles). Die folgende Jubiläums-Tournee zum 25-jährigen Bestehen führte durch Europa und Asien, wurde im Januar 2003 in Amsterdam aufgezeichnet und auf DVD veröffentlicht. Anschließend tourte die Band durch USA, erneut im Rahmen der Nokia Night of the Proms durch Europa und bis ins Jahr 2004 durch Asien und Südamerika.
Im Sommer 2005 trat der Keyboarder Greg Phillinganes der Band bei. Gemeinsam mit ihm, sowie den ehemaligen Mitgliedern Steve Porcaro und Joseph Williams, arbeitete Toto am Album Falling In Between, das im Februar 2006 erschien. Seit dem Frühjahr 2006 fand zudem eine mehrjährige Tournee durch Europa, Südostasien, die Vereinigten Staaten sowie, erstmals seit 13 Jahren wieder, durch Australien statt. Seit Anfang 2007 wurde dabei der an ALS erkrankte Mike Porcaro durch den Bassisten Leland Sklar vertreten. Im Rahmen der Tour wurden im März 2007 im Pariser Zénith Aufnahmen für eine Live-CD gemacht, die am 29. Oktober in Europa und am 23. November in Deutschland erschien. Am 14. März 2008 erschien nun auch eine Live-DVD des Konzerts, die sich weltweit in den TOP 10 der Charts platzierte, so u. a. in den deutschen Amazon Verkaufscharts auf Platz 1 (DVD Musik), offizielle deutsche DVD Musikcharts Platz 4 (KW 12.08), Schweden Platz 1, Frankreich Platz 2, Holland Platz 3, Norwegen Platz 4, Dänemark Platz 4, Finland Platz 5, Italien Platz 6, Australien Platz 9 und Japan Platz 9.
Im März 2008 absolvierten Toto eine ausverkaufte Tournee mit acht Konzerten in Japan. Bei diesen Konzerten trat Boz Scaggs im Vorprogramm auf. Gründungsmitglied David Paich stand nach über 2 Jahren Bühnenabstinenz wieder mit der Band auf der Bühne, Ex-Sänger Joseph Williams trat als Gastmusiker auf. Steve Lukather und David Paich spielten dabei auch einige Songs bei Boz Scaggs, im Gegenzug kam Boz Scaggs mit seiner Band zur Zugabe von Toto mit auf die Bühne, und gemeinsam wurde With a Little Help from My Friends von den Beatles als letzte Zugabe gespielt.
In einem am 25. Mai 2008 veröffentlichten Zeitungsinterview mit dem Kölner Stadt-Anzeiger gab Steve Lukather an, dass die Band nicht mehr existiere: „Toto gibt es nicht mehr. Ich habe die Band gerade aufgelöst. Zu viele Urmitglieder sind nicht mehr dabei. Toto hat seine Identität verloren. Ich mache solo weiter.“ Kurz darauf bestätigte er die Trennung auf seiner offiziellen Homepage. Mitte 2008 gaben Toto in einer offiziellen Erklärung auf ihrer Internetseite die Auflösung der Band bekannt.
Am 12. Oktober 2009 wurden die Gründungsmitglieder Totos in die Musicians Hall of Fame aufgenommen – mit Ausnahme von Bobby Kimball, da er als Sänger nicht als Musiker im Sinne der Hall of Fame gilt.

### 2010–2019
Am 27. Februar 2010 kündigte die Band auf ihrer Website an, dass sie zur Unterstützung ihres an ALS erkrankten Bassisten Mike Porcaro noch einmal für eine zweiwöchige Tour zusammenkommen werde. Neben Steve Lukather, Simon Phillips und David Paich waren bei der im Juli 2010 in Europa stattfindenden Tour auch die einst ausgeschiedenen Mitglieder Steve Porcaro und Joseph Williams wieder dabei. Als Gast spielte der Bassist Nathan East. Im November 2010 stellte Steve Lukather dann die aktuelle Situation der Band klar. Er erklärte, dass es kein neues Album geben werde, die Band aber in der Besetzung der 2010er Tour weiter live auftreten werde, soweit es die anderen Verpflichtungen der Bandmitglieder erlaubten. Mike Porcaro blieb Vollmitglied der Band und wurde daher weiterhin an allen Einnahmen beteiligt, auch wenn er nicht mehr in der Lage war zu musizieren. Er starb im März 2015.
Im Sommer 2011 gingen Toto erneut in Europa und Asien auf Tour, bei der statt Mike Porcaro erneut Nathan East Bass spielte. Zudem kehrte Jenny Douglas, die bereits in den frühen 1990er Jahren Mitglied der Tourbesetzungen war, als Backgroundsängerin zurück. Auch im Jahr 2013 nahm die Gruppe das 35-jährige Bestehen der Band zum Anlass, erneut auf Tournee zu gehen, die auf einer DVD dokumentiert wurde und im Jahr 2014 erschien. Dazu wurde ein Konzert am 25. Juni in der polnischen Stadt Łódź aufgezeichnet.
Im Gegensatz zu der Ankündigung, nie wieder ein Album veröffentlichen zu wollen, gaben Steve Lukather und David Paich am 5. November 2013 über die Facebook-Seite der Band bekannt, dass die Arbeiten an einem neuen Album begonnen hätten. Der seit 1992 als Schlagzeuger agierende Simon Phillips hat sich von Toto zu Gunsten seiner eigenen Solokarriere in einem freundschaftlichen Verhältnis getrennt. Die Nachfolge trat der unter anderem bei Sting bekannt gewordene Musiker Keith Carlock an. Bereits nach der Nordamerika-Tournee im Frühjahr 2014 übernahm Shannon Forrest den Platz am Schlagzeug. Im November 2014 gab Steve Lukather auf seiner Facebook-Seite bekannt, dass das Album unter dem Namen Toto XIV im Frühjahr 2015 weltweit veröffentlicht werden solle. Das Album erschien am 20. März 2015. Außerdem erschien der Livemitschnitt Toto: 40 Tours Around the Sun aufgenommen 2018 im Ziggo Dome in Amsterdam.
Am 24. September 2016 kündigte Steve Lukather auf Totos Facebookseite an, dass die Band an einem neuen Album arbeitet und dass dieses von Sony veröffentlicht werden sollte. Mit zehn Liedern erschien es als Old Is New am 24. Mai 2019 im Rahmen der Kompilation All In 1978–2018.
2018 startete Toto eine neue Welttournee mit dem Titel 40 Tours Around the Sun in Helsinki am 11. Februar 2018. Ab Juli 2018 musste David Paich aufgrund gesundheitlicher Probleme pausieren. Paich trat deswegen auf der Tour 2018 und 2019 nur noch sporadisch auf einigen wenigen Konzerten auf, meist auch nur für den Song Africa. Seinen Platz an den Keyboards hatte seitdem Dominique „Xavier“ Taplin inne. Außerdem erschien der Livemitschnitt Toto: 40 Tours Around the Sun aufgenommen im März 2018 im Ziggo Dome in Amsterdam. Beim letzten Konzert der 40 Tours Around the Sun Tour am 20. Oktober 2019 in Philadelphia, bei dem auch David Paich zu Gast war, gab Steve Lukather bekannt, dass dies in der Stammkonstellation Lukather, Porcaro, Paich, Williams das letzte Konzert war. 

### Seit 2020
Nach dem Tourende 2019 löste sich die Band Toto erneut auf. Vorausgegangen war eine Klage von Susan Porcaro-Goings, der Witwe von Jeff Porcaro, über finanzielle Beteiligungen an der Marke Toto und daraus resultierenden Spannungen zwischen Lukather und Steve Porcaro. Die Klage endete schließlich mit einer gerichtlichen Einigung zugunsten Porcaro-Goings.
Steve Porcaro gab jedoch an, die Band verlassen zu haben, um in den nächsten Jahren vermehrt im Studio arbeiten zu können und widersprach der offiziellen Darstellung. Steve Porcaro hatte seine Rechte am Bandnamen 1987 abgegeben und verwies in einem Facebook-Post vom 5. März 2015 darauf, dass Porcaro-Goings zwar die Rechte seines verstorbenen Bruders Jeff vertrete, da ihr Ex-Mann die Rechte „nicht abgegeben habe“. Dies beziehe sich aber nicht auf Jeff Porcaros persönliche Ansichten bezüglich Toto. Dem aktuellen Rechtsstreit über finanzielle Beteiligungen war bereits ein Rechtsstreit um eine Dokumentation über die Porcaro-Familie vorausgegangen, deren Umsetzung Porcaro-Goings blockiert hatte.
Im Oktober 2020 gab Steve Lukather bekannt, die Band Toto mit einer fast neuen Besetzung weiterführen zu wollen. Zunächst spielte die Band am 23. November 2020 ein globales Livestream-Konzert. Für 2021 sei die weltweite Dogz of Oz-Tour geplant. Im Line-Up der Band für die Tour befanden sich neben Steve Lukather und Joseph Williams die Musiker John Pierce (Bass), Robert „Sput“ Searight (Schlagzeug), Dominique „Xavier“ Taplin (Keyboards), Steve Maggiora (Keyboards) und Warren Ham (u. a. Saxophon).
2023 nahmen Steve Lukather und Joseph Williams als Toto nach 1994 und 2003 zum dritten Mal bei Night of the Proms teil.
Für die 2024 und 2025 anstehenden Konzerte wurden Greg Phillinganes (als Ersatz für Taplin) und Shannon Forrest (als Ersatz für Searight) wieder engagiert. Ab Mitte 2024 übernahm Dennis Atlas den Part von Steve Maggiora als zweiter Keyboarder.

## Name
Jeff Porcaro erklärte die richtige Entstehungsgeschichte in einem Interview von 1988. Er sagte, dass die Band 1977 einen Namen suchte, und alle Bandmitglieder sich bis zum nächsten Tag einen solchen überlegen sollten. An jenem Abend lief der Film Der Zauberer von Oz im Fernsehen und Jeff hörte den Namen Toto (Dorothys Hund). Ihm gefiel der Name und so schlug er ihn am nächsten Tag der Band vor. Bassist David Hungate erklärte der Band, dass toto bzw. in toto im Lateinischen soviel heißt wie ‚allumfassend‘ und ein passender Name für eine Band sei, die sich nicht auf einen Musikstil festlegen wollte.

## Bandmitglieder

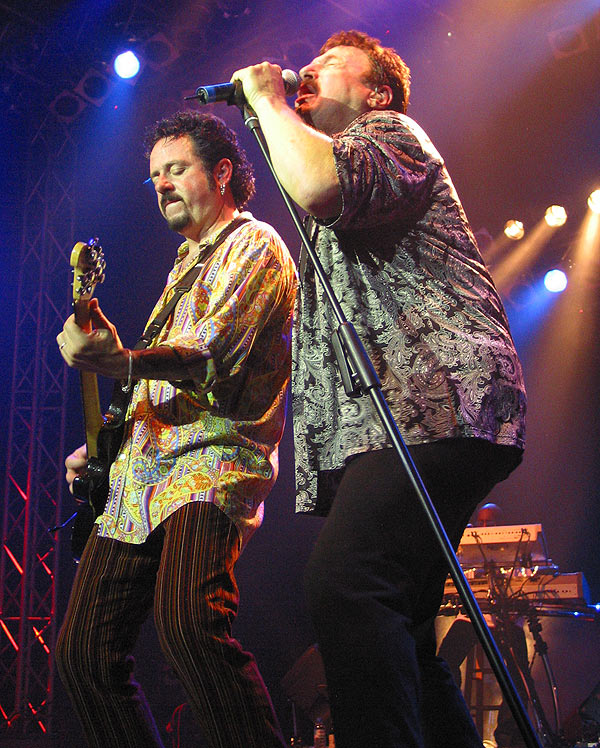
Steve Lukather (links) und Bobby Kimball

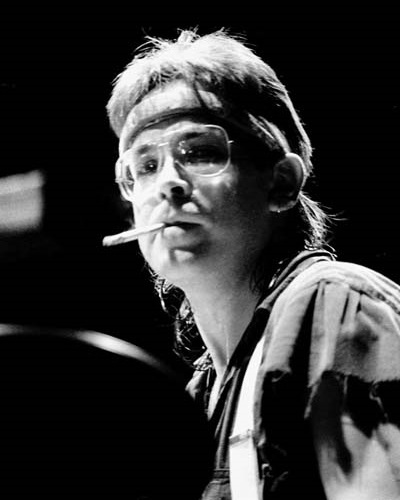
Jeff Porcaro, 1986

- Bobby Kimball:

Bobby Kimball war Gründungsmitglied und Sänger von Toto. Aufgrund von Drogenproblemen schied er 1984 aus der Band aus. Seine markante Stimme war bis dahin kennzeichnend für viele Lieder von Toto. Zwischenzeitlich war er für Frank Farians Far Corporation aktiv. 1989 nahmen Toto mit ihm als Leadsänger den Song Going Home auf, der für das Greatest-Hits Album Past To Present 1977 - 1990 gedacht war. Dieser erschien aber aus unbekannten Gründen nicht auf dem Album. Nachdem er 1998 an dem Jubiläumsalbum Toto XX zum 20-jährigen Bandbestehen mitgearbeitet und seine Drogenprobleme überwunden hatte, trat er 1999 nach 15-jähriger Abwesenheit offiziell wieder der Band bei.
- Steve Lukather:

Steve Lukather ist Gründungsmitglied, Gitarrist und Sänger von Toto. Bei Toto übernahm er immer wieder – insbesondere während der Abwesenheit von Bobby Kimball – die erste Stimme der Band.
Neben seinem Engagement bei Toto ist Lukather bei anderen Musikprojekten aktiv. So gründete er im Jahr 1985 zusammen mit David Garfield die Band Los Lobotomys und veröffentlichte bislang fünf Soloalben. Für sein Instrumental-Album No Substitutions erhielt er im Jahr 2002 einen Grammy in der Kategorie Best Pop Instrumental Album for solo artists, duos or groups (deutsch: ‚Bestes Pop-Instrumentalalbum eines Solokünstlers, Duos oder einer Musikgruppe‘). Daneben arbeitet er seit einigen Jahren auch mit Derek Sherinian (ehemaliger Keyboarder u. a. von Alice Cooper und Dream Theater, z. Z. Tourmusiker bei Billy Idol) zusammen. Gemeinsam mit Schlagzeuger Phillips und anderen Gastmusikern wird unter Sherinians Namen (zuletzt Mythology, InsideOutMusic, 2004) zumeist hochkomplexer instrumentaler Progrock angeboten.
- David Paich:

David Paich ist Gründungsmitglied, Keyboarder und mit Steve Lukather aktivster Komponist der Band. In den frühen Jahren war er auch ein sehr aktiver Sänger, zum Beispiel sang er das Lied Africa, später sang er jedoch nur noch Balladen, wie Spiritual Man auf dem vorletzten Album Falling In Between. Neben Liedern wie Rosanna, Stranger in Town, und vielen mehr, schrieb und produzierte er den Toto-Soundtrack zu dem Film Der Wüstenplanet von David Lynch. Nachdem mit Greg Phillinganes wieder ein zweiter Keyboarder (und Sänger) in der Band war, trat Paich aus familiären Gründen etwas kürzer und verzichtete auf alle Konzertauftritte außerhalb der USA. Im Studio war er jedoch immer noch für Toto sehr aktiv. Bei der Tour durch Europa im Juli 2010 war er wieder mit dabei.
- Jeff Porcaro:

Jeff Porcaro war Gründungsmitglied und Schlagzeuger von Toto. Er war schon in jungen Jahren ein begehrter Studiomusiker. Bekannt wurde Porcaro vor allem durch den Rosanna-Halftime-Shuffle-Groove, den er für Rosanna erstellte.
1992 erlitt Porcaro bei der Gartenarbeit einen Kreislaufzusammenbruch, weil er auf ein Insektizid allergisch reagierte. Obwohl er sofort medizinisch versorgt wurde, verstarb er noch am selben Tag im Krankenhaus aufgrund eines Herzstillstands, der als Folge seines anaphylaktischen Schocks eintrat, im Alter von nur 38 Jahren. Dieser Verlust stürzte Toto in eine schwere Krise und führte beinahe zur Auflösung der Band. Seine Nachfolge trat noch im selben Jahr Simon Phillips an.
- Steve Porcaro:

Steve Porcaro ist Gründungsmitglied und war bis zu seinem Ausscheiden neben David Paich zweiter Keyboarder. 1988 verließ der jüngere Bruder von Jeff Porcaro die Band, wirkte jedoch auch auf allen nachfolgenden Studioalben der Band mit. Nach seinem Ausscheiden entwickelte sich Porcaro zu einem der gefragtesten Keyboarder von Los Angeles. Zudem schrieb Porcaro zu zahlreichen Filmen die Filmmusik. Seit der Europatour 2010 ist er wieder Mitglied der Band.
- David Hungate:

David Hungate ist Gründungsmitglied und war erster Bassist der Band. Er stieg am Höhepunkt des Erfolgs dieser Band 1982 aus privaten Gründen nach dem großen Erfolg des Albums Toto IV vor der bevorstehenden Tournee aus und arbeitete fortan als Sessionmusiker. Mitte 2014 war er live und im Studio dabei.
- Mike Porcaro:

Mike Porcaro war der zweite Bassist der Band. Der dritte Porcaro-Bruder kam 1982 als Nachfolger von David Hungate in die Band. Seit 2006 arbeitete er zunächst wegen einer Handverletzung und später wegen einer ALS-Erkrankung nicht mehr mit der Band zusammen. Er starb an den ALS-Folgen 2015 im Alter von 59 Jahren.
- Fergie Frederiksen:

Fergie Frederiksen übernahm nach Kimballs Ausstieg dessen Rolle. Bei den Aufnahmen zum Isolation-Album sang er mit seiner markanten Stimme unter anderem den Song Endless. Aufgrund von Differenzen bezüglich der weiteren musikalischen Entwicklung der Band blieb er nur für ein Jahr in der Band. 2007 war er im Rahmen der Falling In Between-Tournee bei einigen Konzerten als Gastmusiker dabei.
- Joseph Williams:

Joseph Williams kam als Nachfolger von Fergie Frederiksen in die Band und arbeitete an den beiden Alben Fahrenheit und The Seventh One mit. Nach der Tournee 1988 verließ er die Band wieder, da seine Stimme die Strapazen einer Toto-üblichen, langen Tour nicht vertrug. Trotz seines Ausscheidens arbeitete er auch später noch mit der Band zusammen, beispielsweise auf dem letzten Album Falling In Between. Seit der Europatour 2010 ist er wieder der Leadsänger der Band.
- Jean-Michel Byron:

Jean-Michel Byron wurde 1989 von der damaligen Plattenfirma Sony als neuer Leadsänger eingesetzt. Jedoch baten ihn die anderen Bandmitglieder nach nur einem Album und einer kurzen Tournee, Toto wieder zu verlassen, da seine Stimme und seine Live-Performances nicht dem Stil der Band entsprachen.
- Simon Phillips:

Simon Phillips ist ein britischer Schlagzeuger, der 1992 als Nachfolger des verstorbenen Jeff Porcaro der Band beitrat. Phillips hatte bereits mit einer Vielzahl von Künstlern wie Asia, Peter Gabriel, Mick Jagger, Mike Oldfield, Gary Moore und The Who (auch mit Pete Townshend solo) als hoch nachgefragter Schlagzeuger, sowohl als Studiomusiker oder auch als Tour-Mitglied, zusammengearbeitet.
- Greg Phillinganes:

Greg Phillinganes war von 2005 bis 2008 zweiter Keyboarder bei Toto und vertrat, wenn nötig, David Paich bei Auftritten, insbesondere in Europa. Er hatte eine ähnliche Stimme wie Paich und sang dessen Parts, z. B. in Africa, aber auch neue Titel. Schon von zahlreichen gemeinsamen Aufnahmen in den 1980er Jahren (u. a. für Michael Jackson) waren Phillinganes und Toto sich bekannt. Anfang 2024 trat Phillinganes der Band erneut bei.
Außerdem arbeiteten einige andere Musiker an verschiedenen Alben mit. So arbeitete Lenny Castro, meist mit Joe Porcaro, dem Vater von Jeff, Mike und Steve Porcaro an Liedern wie Africa, It’s a Feeling oder Good for You mit. Weitere gelegentliche Mitglieder waren Timothy B. Schmit (Background-Sänger), Paulinho da Costa (Congas/Percussion), Michael Fisher (Percussion), Jenny Douglas-McRae (Gesang), Tom Kelly (Background-Gesang), Jon Anderson (Sänger der Gruppe Yes) und viele mehr. Als Gastmusiker spielte Miles Davis den Titel Don’t Stop Me Now auf dem Album Fahrenheit mit ein. Michael McDonald ergänzte den Hintergrundgesang bei dem Titel I’ll be over you.

## Diskografie
Studioalben

| Jahr | Titel Musiklabel                   | Höchstplatzierung, Gesamtwochen, AuszeichnungChartplatzierungen (Jahr, Titel, Musiklabel, Platzierungen, Wochen, Auszeichnungen, Anmerkungen) | Höchstplatzierung, Gesamtwochen, AuszeichnungChartplatzierungen (Jahr, Titel, Musiklabel, Platzierungen, Wochen, Auszeichnungen, Anmerkungen) | Höchstplatzierung, Gesamtwochen, AuszeichnungChartplatzierungen (Jahr, Titel, Musiklabel, Platzierungen, Wochen, Auszeichnungen, Anmerkungen) | Höchstplatzierung, Gesamtwochen, AuszeichnungChartplatzierungen (Jahr, Titel, Musiklabel, Platzierungen, Wochen, Auszeichnungen, Anmerkungen) | Höchstplatzierung, Gesamtwochen, AuszeichnungChartplatzierungen (Jahr, Titel, Musiklabel, Platzierungen, Wochen, Auszeichnungen, Anmerkungen) | Anmerkungen                                                          |
| Jahr | Titel Musiklabel                   | DE | AT | CH | UK | US | Anmerkungen                                                          |
| ---- | ---------------------------------- | --- | --- | --- | --- | --- | -------------------------------------------------------------------- |
| 1978 | Toto Sony Music                    | DE8 Gold · (18 Wo.)DE | — | — | UK37 (5 Wo.)UK | US9 ×2Doppelplatin · (48 Wo.)US | Erstveröffentlichung: 10. Oktober 1978 Verkäufe: + 2.527.500         |
| 1979 | Hydra Sony Music                   | DE38 (23 Wo.)DE | — | — | — | US37 Gold · (29 Wo.)US | Erstveröffentlichung: 1. Oktober 1979 Verkäufe: + 600.000            |
| 1981 | Turn Back Sony Music               | DE39 (9 Wo.)DE | — | — | — | US41 (10 Wo.)US | Erstveröffentlichung: 1. Januar 1981                                 |
| 1982 | Toto IV Sony Music                 | DE12 Platin · (57 Wo.)DE | — | — | UK4 Gold · (30 Wo.)UK | US4 ×4Vierfachplatin · (81 Wo.)US | Erstveröffentlichung: 8. April 1982 Verkäufe: + 12.000.000           |
| 1984 | Isolation Sony Music               | DE15 (17 Wo.)DE | — | CH15 (6 Wo.)CH | UK67 (2 Wo.)UK | US42 Gold · (21 Wo.)US | Erstveröffentlichung: November 1984 Verkäufe: + 500.000              |
| 1986 | Fahrenheit Sony Music              | DE24 (11 Wo.)DE | AT26 (2 Wo.)AT | CH24 (5 Wo.)CH | UK99 (1 Wo.)UK | US50 Gold · (36 Wo.)US | Erstveröffentlichung: 25. August 1986 Verkäufe: + 500.000            |
| 1988 | The Seventh One Sony Music         | DE10 (21 Wo.)DE | AT9 (4 Wo.)AT | CH4 (11 Wo.)CH | UK73 (1 Wo.)UK | US64 (18 Wo.)US | Erstveröffentlichung: 8. Februar 1988 Verkäufe: + 400.000            |
| 1992 | Kingdom of Desire Sony Music       | DE18 (11 Wo.)DE | AT37 (2 Wo.)AT | CH5 (10 Wo.)CH | — | — | Erstveröffentlichung: 11. Mai 1992 Verkäufe: + 150.000               |
| 1995 | Tambu Sony Music                   | DE36 (7 Wo.)DE | AT40 (5 Wo.)AT | CH22 (8 Wo.)CH | — | — | Erstveröffentlichung: Mai 1995                                       |
| 1999 | Mindfields Sony Music              | DE14 (7 Wo.)DE | AT33 (4 Wo.)AT | CH10 (9 Wo.)CH | — | — | Erstveröffentlichung: 16. März 1999                                  |
| 2002 | Through the Looking Glass CMC      | DE22 (3 Wo.)DE | AT51 (2 Wo.)AT | CH14 (5 Wo.)CH | — | — | Erstveröffentlichung: 21. Oktober 2002                               |
| 2006 | Falling in Between Toto Recordings | DE13 (6 Wo.)DE | AT53 (4 Wo.)AT | CH12 (7 Wo.)CH | — | — | Erstveröffentlichung: 25. Januar 2006                                |
| 2015 | Toto XIV Frontiers Records         | DE4 (6 Wo.)DE | AT11 (5 Wo.)AT | CH3 (7 Wo.)CH | UK43 (1 Wo.)UK | US98 (1 Wo.)US | Erstveröffentlichung: 18. März 2015                                  |
| 2018 | Old Is New Sony Music              | — | — | CH69 (3 Wo.)CH | — | — | Erstveröffentlichung: 6. November 2018 Charteinstieg in CH erst 2020 |

grau schraffiert: keine Chartdaten aus diesem Jahr verfügbar

## Auszeichnungen
| Jahr | Org.                   | Award                                             | Titel   |
| ---- | ---------------------- | ------------------------------------------------- | ------- |
| 1983 | Grammy Award           | Album Of The Year                                 | Toto IV |
| 1983 | Grammy Award           | Best Engineered Recording, Non-Classical          | Toto IV |
| 1983 | Grammy Award           | Record Of The Year                                | Rosanna |
| 1983 | Grammy Award           | Best Instrumental Arrangement Accompanying Vocals | Rosanna |
| 1983 | Grammy Award           | Best Vocal Arrangement For Two Or More Voices     | Rosanna |
| 1983 | Grammy Award           | Producer Of The Year                              |         |
| 2009 | Musicians Hall of Fame |                                                   |         |

## Nominierungen
| Jahr | Org.         | Award                                              | Titel      |
| ---- | ------------ | -------------------------------------------------- | ---------- |
| 1979 | Grammy Award | Best New Artist                                    | Toto       |
| 1983 | Grammy Award | Song Of The Year                                   | Rosanna    |
| 1983 | Grammy Award | Best Pop Performance By A Duo Or Group With Vocals | Rosanna    |
| 1997 | Grammy Award | Best Engineered Recording, Non-Classical           | Tambu      |
| 2000 | Grammy Award | Best Engineered Recording, Non-Classical           | Mindfields |

## Trivia
- Toto waren unter anderem in der US-amerikanischen Sitcom Scrubs und den Trickfilmserien Family Guy und South Park zu hören bzw. zu sehen.
- Die Toto-Mitglieder sind einige der Hauptcharaktere der zehnteiligen Videoserie „Yacht Rock“,[37] in der es um den sogenannten Smooth Rock der 1980er Jahre wie zum Beispiel Michael McDonald, Hall & Oates, Steely Dan, Michael Jackson, Kenny Loggins und weitere geht.
- Bei der Entstehung des meistverkauften Albums der Tonträgergeschichte „Thriller“ von Michael Jackson waren einige Mitglieder der Band maßgeblich beteiligt. Steve Porcaro schrieb den Hit „Human Nature“ für Michael Jackson. Jeff Porcaro saß bei der Aufnahme von „Beat It“ am Schlagzeug.
- Das Instrumentallied Child’s Anthem ist die Titelmelodie der ZDF-Jahresrückblicksendung „Menschen“.[38][39]
- Von den Mitgliedern der Band wurde mehrfach dementiert, dass der Hit Rosanna der Schauspielerin Rosanna Arquette gewidmet sei, die mit Steve Porcaro liiert war, als David Paich den Song schrieb. Vielmehr habe man ihren Vornamen für den ansonsten bereits fertig geschriebenen Song „einfach genommen“, weil er gut als Titel und für den Refrain passte.[40]
- Sowohl der Songtext als auch das Musikvideo von Stranger in Town beziehen sich auf den Roman Whistle Down the Wind der englischen Autorin Mary Hayley Bell, der 1961 von Bryan Forbes verfilmt und Mitte der 1990er Jahre von Andrew Lloyd Webber und Jim Steinman zum Musical umarrangiert wurde.
- In einem Interview mit dem Magazin „Guitar for the Practicing Musician“ (Ausgabe September 1993) sagte Eddie Van Halen über die Band: „To me Toto as a band are collectively the best musicians on the planet“ (übersetzt: „Für mich sind Toto als gemeinsame Band die besten Musiker auf dem Planeten“).
- Frank Zappa persiflierte Hold the Line 1979 auf seinem Album Joe’s Garage in dem Instrumentalstück Toad-O Line. Auf späteren Ausgaben wurde der Titel jedoch umbenannt zu On the Bus.